# The Traveler
 (août 2023).
La mise en forme du texte ne suit pas les recommandations de Wikipédia : il faut le « wikifier ».
Les points d'amélioration suivants sont les cas les plus fréquents :
- Les titres sont pré-formatés par le logiciel. Ils ne sont ni en capitales, ni en gras.
- Le texte ne doit pas être écrit en capitales (les noms de famille non plus), ni en gras, ni en italique, ni en « petit »…
- Le gras n'est utilisé que pour surligner le titre de l'article dans l'introduction, une seule fois.
- L'italique est rarement utilisé : mots en langue étrangère, titres d'œuvres, noms de bateaux, etc.
- Les citations ne sont pas en italique mais en corps de texte normal. Elles sont entourées par des guillemets français : « et ».
- Les listes à puces sont à éviter, des paragraphes rédigés étant largement préférés. Les tableaux sont à réserver à la présentation de données structurées (résultats, etc.).
- Les appels de note de bas de page (petits chiffres en exposant, introduits par l'outil «  Source ») sont à placer entre la fin de phrase et le point final[comme ça].
- Les liens internes (vers d'autres articles de Wikipédia) sont à choisir avec parcimonie. Créez des liens vers des articles approfondissant le sujet. Les termes génériques sans rapport avec le sujet sont à éviter, ainsi que les répétitions de liens vers un même terme.
- Les liens externes sont à placer uniquement dans une section « Liens externes », à la fin de l'article. Ces liens sont à choisir avec parcimonie suivant les règles définies. Si un lien sert de source à l'article, son insertion dans le texte est à faire par les notes de bas de page.
- La présentation des références doit suivre les conventions bibliographiques. Il est recommandé d'utiliser les modèles {{Ouvrage}}, {{Chapitre}}, {{Article}}, {{Lien web}} et/ou {{Bibliographie}}. Le mode d'édition visuel peut mettre en forme automatiquement les références.
- Insérer une infobox (cadre d'informations à droite) n'est pas obligatoire pour parachever la mise en page.

Pour une aide détaillée, merci de consulter Aide:Wikification.
Si vous pensez que ces points ont été résolus, vous pouvez retirer ce bandeau et améliorer la mise en forme d'un autre article.
 (août 2023).
Si vous disposez d'ouvrages ou d'articles de référence ou si vous connaissez des sites web de qualité traitant du thème abordé ici, merci de compléter l'article en donnant les références utiles à sa vérifiabilité et en les liant à la section « Notes et références ».
Pour plus de détails, voir Fiche technique et Distribution.
The Traveler est un film d'horreur américano-canadien sorti en vidéo en 2010, réalisé par Michael Oblowitz, écrit par Joseph C. Muscat et mettant en vedette Val Kilmer et Dylan Neal. Kilmer joue un inconnu, Mr. Nobody, qui entre dans le poste de police d'une petite ville, avoue un meurtre et est interrogé par le détective Alexander Black (Dylan Neal). Filmé à Vancouver au Canada.

## Synopsis
Un étranger entre dans le poste de police d'une petite ville pendant une tempête de pluie la veille de Noël. Il dit au sergent de bureau qu'il souhaite avouer un meurtre, après quoi le sergent du bureau pointe une arme de poing sur lui et appelle ses collègues à le retenir avec des menottes.
L'inconnu refuse de révéler son nom, préférant être connu sous le nom de "Mr. Nobody". Après que l'étranger les ait provoqués, les officiers sont sur le point de l'agresser alors que le détective Alexander Black entre. L'étranger déclare qu'il avouera six meurtres, et lorsqu'il décrit chacun d'entre eux, les officiers meurent graphiquement de la même manière qu'il explique si l'étranger est lui-même reste incarcéré. Alors que les officiers paniquent, l'étranger remarque un texte de dédicace sur le stylo en métal doré du détective Black et fait des remarques à ce sujet, attirant les soupçons du détective Black, qui a reçu le stylo de sa fille assassinée, Mary Black.
Les officiers pensent que l'inconnu pourrait être un suspect qu'ils ont arrêté il y a un an alors qu'ils enquêtaient sur la disparition de Mary Black. Incapables de prouver sa culpabilité, ils l'ont torturé et battu pour obtenir des aveux, bien qu'il ait continuellement maintenu son innocence. Cependant, ils se rendent compte que la victime de leur violence devrait toujours être dans le coma résultant de leur torture brutale, stationnée dans un établissement médical. Les agents téléphonent à l'établissement et découvrent que la victime est décédée plus tôt dans la soirée, au moment même où l'inconnu entrait dans le poste de police, ce qui prouve que ce dernier n'est pas celui qu'ils croyaient être.
Malgré cette nouvelle preuve, les officiers pensent que l'étranger est l'esprit vengeur de l'homme précédemment torturé. Le détective Black parle de superstition et de ses expériences dans la guerre du Golfe, tandis que les officiers restants continuent de mourir d'une manière qui reflète les actes qu'ils ont commis contre le suspect décédé un an plus tôt, jusqu'à ce qu'il ne reste que le détective Black.
Le détective Black présente ses excuses à l'étranger pour avoir tué un suspect innocent, mais celui-ci avoue que c'est lui qui a assassiné sa fille, ce qui justifie toute la brutalité contre lui par Black et ses collègues officiers. Le détective Black enfonce alors le stylo en métal doré de sa fille dans ses propres oreilles pour éviter d'entendre les aveux de l'étranger. L'esprit de la fille de Black apparaît alors. Elle lui dit qu'elle connaît le nom de l'étranger, qui est Stanley Happerton pour éliminer son pouvoir et chuchote dans son oreille sourde. Black tire sur l'étranger avec un fusil de chasse et le fait tomber par une fenêtre jusqu'à sa mort. Son corps disparaissant aussitôt après.
Après la mort de l'étranger, le jour de Noël arrive et le détective Black voit sa fille monter les escaliers, partant vraisemblablement pour l'au-delà.

## Fiche technique
- Titre : The Traveler
- Réalisation : Michael Oblowitz
- Scénario : Joseph C. Muscat
- Musique : Ross Vannelli
- Photographie : Neil Cervin
- Montage : Gordon Rempel
- Production : Phillip B. Goldfine et Harvey Kahn
- Société de production : Voltage Pictures (en), Hollywood Media Bridge et Front Street Pictures
- Société de distribution : Paramount Pictures (États-Unis)
- Pays :  Canada et  États-Unis
- Genre : Action et thriller
- Durée : 96 minutes
- Dates de sortie : 
  -  Finlande : 15 septembre 2010 (DVD)
  -  États-Unis : 25 janvier 2011 (DVD)

## Distribution
- Dylan Neal : détective Alexander Black
- Val Kilmer : Mr. Nobody
- Paul McGillion : adjoint Jerry Pine
- Camille Sullivan : adjointe Jane Hollow
- Nels Lennarson : adjoint Toby Sherwood
- Chris Gauthier : Desk Sergeant Gulloy
- John Cassini : adjoint Jack Hawkins
- Sierra Pitkin : Mary Black
- Panou : Cavalier Vitelli
- Denyc : soldat Velasquez

## Production
Le film a été tourné à Vancouver, Colombie-Britannique, Canada.

## Distribution
Le film a été présenté pour la première fois au Festival international du film d'Aruba en juin 2010 avant sa sortie aux États-Unis en octobre 2010 par Paramount Pictures. Il est sorti en vidéo le 25 janvier 2011.

## Réception
Rotten Tomatoes, un agrégateur de critiques, rapporte que 20% des cinq critiques interrogés ont donné au film une critique positive; la note moyenne était de 2,5/10.[3] John Marrone de Bloody Disgusting lui a attribué 2,5 étoiles sur 5 et l'a qualifié de "film d'horreur décent" qui a été injustement critiqué. Gordon Sullivan de DVD Verdict l'a qualifié de film prévisible et ennuyeux comparable aux premiers épisodes plus faibles de X-Files. Todd Rigney de Beyond Hollywood l'a appelé "une tranche fétide de bêtises surnaturelles qui insultera votre intelligence à chaque occasion."[1] Allan Dart de Fangoria l'a qualifié de "monotone, idiot et lamentablement prévisible".[6]